# Gaon Chart Music Awards
Gaon Chart Music Awards (hangul: 가온차트 뮤직 어워드), även känd som Gaon Chart K-pop Awards, är en årlig musikgala i Sydkorea sedan 2011 där musikpriser delas ut. Den presenteras av Korea Music Content Industry Association (KMCIA) som är ansvariga för landets officiella musiktopplista Gaon Chart. Ceremonin hålls i januari eller februari varje år och priser tilldelas baserat på försäljningsstatistik från det gångna året.

## Evenemang

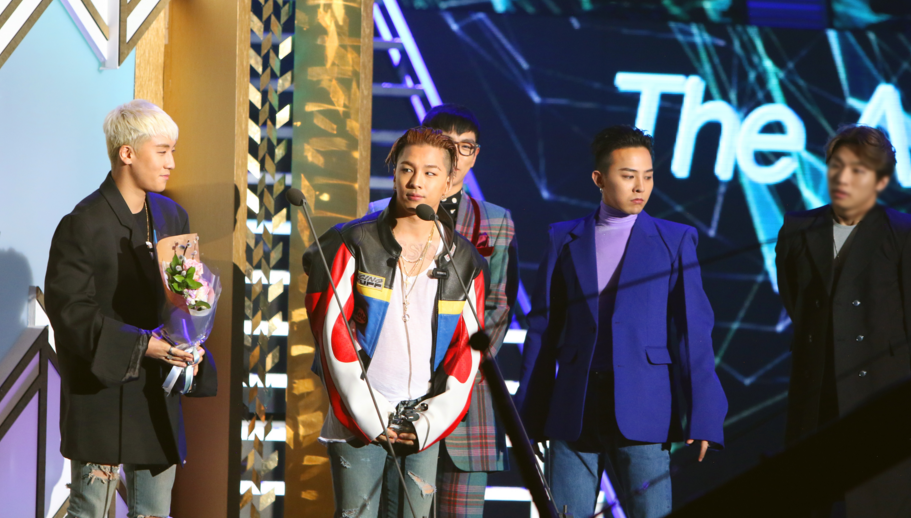
Big Bang tar emot ett pris vid Gaon Chart Music Awards 2015 som hölls den 17 februari 2016. Pojkbandet vann hela fyra priser i kategorin årets låt, vilket är rekord.

| Upplaga | Datum            | Plats                                | Programledare                 |
| ------- | ---------------- | ------------------------------------ | ----------------------------- |
| 2011    | 22 februari 2012 | Blue Square Samsung Card Hall, Seoul | Kim Tae-yeon & Joo Young-hoon |
| 2012    | 13 februari 2013 | Olympic Hall, Seoul                  | Son Ga-in & Joo Young-hoon    |
| 2013    | 12 februari 2014 | Olympic Gymnastics Arena, Seoul      | Kwon Yu-ri & Oh Sang-jin      |
| 2014    | 28 januari 2015  | Olympic Gymnastics Arena, Seoul      | Leeteuk & Hyeri               |
| 2015    | 17 februari 2016 | Olympic Hall, Seoul                  | Leeteuk & Yura                |
| 2016    | 22 februari 2017 | Jamsil Arena, Seoul                  | Leeteuk & Solar               |

## Kategorier
- Årets nya artist tilldelas till en tjejgrupp och ett pojkband. 2011 till 2013 tilldelades priset även till en manlig och en kvinnlig solosångare.
- Årets album tilldelas totalt fyra gånger med ett pris för varje kvartal under det gångna året.
- Årets låt tilldelas totalt tolv gånger med ett pris för varje månad under det gångna året.

## Vinnare

### Årets nya artist
| Upplaga | Vinnare      | Vinnare  | Vinnare       | Vinnare         |
| Upplaga | Tjejgrupp    | Pojkband | Kvinnlig solo | Manlig solo     |
| ------- | ------------ | -------- | ------------- | --------------- |
| 2011    | Apink        | B1A4     | Kim Bo-kyung  | Huh Gak         |
| 2012    | Hello Venus  | B.A.P    | Ailee         | John Park       |
| 2013    | Ladies' Code | BTS      | Lim Kim       | Jung Joon-young |
| 2014    | Mamamoo      | Winner   | —             | —               |
| 2015    | GFriend      | iKON     | —             | —               |
| 2016    | Black Pink   | NCT 127  | —             | —               |

### Årets album
| Upplaga | Vinnare                       | Vinnare                       | Vinnare                          | Vinnare                    |
| Upplaga | 1:a kvartalet                 | 2:a kvartalet                 | 3:e kvartalet                    | 4:e kvartalet              |
| ------- | ----------------------------- | ----------------------------- | -------------------------------- | -------------------------- |
| 2011    | TVXQ Keep Your Head Down      | Beast Fiction and Fact        | Super Junior Mr. Simple          | Girls' Generation The Boys |
| 2012    | Big Bang Alive                | Girls' Generation-TTS Twinkle | Super Junior Sexy, Free & Single | TVXQ Catch Me              |
| 2013    | Girls' Generation I Got a Boy | Cho Yong-pil Hello            | EXO XOXO                         | EXO Miracles in December   |
| 2014    | TVXQ Tense                    | EXO Overdose                  | Super Junior Mamacita            | Super Junior This is Love  |
| 2015    | EXO EXODUS                    | EXO Love Me Right             | Super Junior Devil               | EXO Sing for You           |
| 2016    | Got7 Flight Log: Departure    | EXO EX'ACT                    | EXO Lotto                        | BTS Wings                  |

### Årets låt
| Upplaga | Vinnare                                       | Vinnare                               | Vinnare                                        | Vinnare                               | Vinnare                         | Vinnare                      |
| Upplaga | Januari                                       | Februari                              | Mars                                           | April                                 | Maj                             | Juni                         |
| Upplaga | Juli                                          | Augusti                               | September                                      | Oktober                               | November                        | December                     |
| ------- | --------------------------------------------- | ------------------------------------- | ---------------------------------------------- | ------------------------------------- | ------------------------------- | ---------------------------- |
| 2011    | Secret "Shy Boy"                              | IU "Only I Didn't Know"               | K.Will "My Heart Beating"                      | Big Bang "Love Song"                  | 2NE1 "Lonely"                   | Secret "Starlight Moonlight" |
| 2011    | T-ara "Roly-Poly"                             | Leessang "Turned off the TV"          | Davichi "Don't Say Goodbye"                    | Lee Seung-gi "Time for Love"          | Wonder Girls "Be My Baby"       | IU "You and I"               |
| 2012    | T-ara "Lovey-Dovey"                           | Big Bang "Blue"                       | Big Bang "Fantastic Baby"                      | Busker Busker "Cherry Blossom Ending" | Girls' Generation-TTS "Twinkle" | Wonder Girls "Like This"     |
| 2012    | 2NE1 "I Love You"                             | Psy "Gangnam Style"                   | Eunji & Seo In-guk "All for You"               | Gain "Bloom"                          | Lee Hi "1, 2, 3, 4"             | Lee Seung-gi "Return"        |
| 2013    | Girls' Generation "I Got a Boy"               | Sistar19 "Gone Not Around Any Longer" | Davichi "Turtle"                               | Psy "Gentleman"                       | 4Minute "What's Your Name?"     | Sistar "Give It to Me"       |
| 2013    | Dynamic Duo "Baaam"                           | San E "Story of Someone I Know"       | Soyou & Mad Clown "Stupid in Love"             | IU "The Red Shoes"                    | Miss A "Hush"                   | Seo In-guk & Zia "Loved You" |
| 2014    | Girl's Day "Something"                        | Soyou & Junggigo "Some"               | 2NE1 "Come Back Home"                          | Akdong Musician "200%"                | g.o.d "The Lone Duckling"       | Taeyang "Eyes, Nose, Lips"   |
| 2014    | San E & Raina "A Midsummer Night's Sweetness" | Park Bo-ram "Beautiful"               | Sistar "I Swear"                               | Kim Dong-ryool "How I Am"             | MC Mong "Miss Me or Diss Me"    | Apink "Luv"                  |
| 2015    | Mad Clown "Fire"                              | Naul "You From the Same Time"         | MC Mong "Love Mash"                            | Miss A "Only You"                     | Big Bang "Loser"                | Big Bang "Bang Bang Bang"    |
| 2015    | Big Bang "If You"                             | Big Bang "Let's Not Fall In Love"     | iKON "My Type"                                 | Taeyeon "I"                           | Zico "Boys and Girls"           | Psy "Daddy"                  |
| 2016    | GFriend "Rough"                               | Mamamoo "You're the Best"             | Jang Beom-jun "Fallen in Love (Only With You)" | Twice "Cheer Up"                      | Urban Zakapa "I Don't Love You" | Sistar "I Like That"         |
| 2016    | Wonder Girls "Why So Lonely"                  | Black Pink "Whistle"                  | Im Chang-jung "The Love I Committed"           | Twice "TT"                            | Black Pink "Playing With Fire"  | Big Bang "Fxxk It"           |